# Istituto Nazionale di Geofisica e Vulcanologia
Das Istituto nazionale di geofisica e vulcanologia (INGV) (deutsch Nationales Institut für Geophysik und Vulkanologie) ist eine staatliche geowissenschaftliche Forschungseinrichtung Italiens mit Sitz in Rom.

## Aufgaben und Organisation
Das vom italienischen Ministerium für Universitäten und Forschung beaufsichtigte INGV ist in den Bereichen Geophysik, Vulkanologie, Seismologie und Geochemie aktiv. Als Teil des italienischen Zivilschutzes ist das INGV für die seismologische und vulkanologische Beobachtung des italienischen Staatsgebietes verantwortlich. Daher unterhält es etliche geophysikalische Observatorien, Erdbebenwarten und Vulkanobservatorien, darunter das Vesuv-Observatorium bei Neapel und das „Nationale Erdbebenzentrum“. Diese Einrichtungen unterstehen Niederlassungen in Mailand, Bologna, Pisa, Neapel, Catania und Palermo, oder der Zentrale in Rom unmittelbar.

## Geschichte
Das INGV wurde im Jahr 1999 gegründet. Es entstand durch die Zusammenlegung des bis dahin selbständigen Istituto nazionale di geofisica mit drei Forschungsinstituten des Consiglio Nazionale delle Ricerche und dem 1841 gegründeten Vesuv-Observatorium.
Im April 2016 wurde Carlo Doglioni Präsident des INGV.